# دان إيسل
دان إيسل (بالإنجليزية: Dan Issel) مواليد 25 أكتوبر 1948 في باتافيا، هو لاعب كرة سلة أمريكي سابق أصبح مدرباً بدأ مسيرته الاحترافية في سنة 1970. تم اختياره من قبل فريق ديترويت بيستونز خلال الدرافت. يبلغ طوله 6 قدم 9 بوصة (2.1 م). اعتزل اللعب في 1985. أحرز خلال مسيرته في الإن بي إيه 27482 نقطة بمعدل 22.6 نقطة في المباراة الواحدة. دخل قاعة نايسميث التذكارية لمشاهير كرة السلة.

## إحصائيات المسيرة

### الرابطة الوطنية لكرة السلة
| الفريق     | السنة     | G   | W   | L   | W–L% | النهاية  | PG | PW | PL | PW–L% | النتيجة                  |
| ---------- | --------- | --- | --- | --- | ---- | -------- | -- | -- | -- | ----- | ------------------------ |
| دنفر ناغتس | 1992–93   | 82  | 36  | 46  | .439 | 4        | —  | —  | —  | —     | غاب عن الأدوار الإقصائية |
| دنفر ناغتس | 1993–94   | 82  | 42  | 40  | .512 | 4        | 12 | 6  | 6  | .500  | خسر في نصف نهائي القسم   |
| دنفر ناغتس | 1994–95   | 34  | 18  | 16  | .529 | (استقال) | —  | —  | —  | —     | —                        |
| دنفر ناغتس | 1999–2000 | 82  | 35  | 47  | .427 | 5        | —  | —  | —  | —     | غاب عن الأدوار الإقصائية |
| دنفر ناغتس | 2000–01   | 82  | 40  | 42  | .488 | 6        | —  | —  | —  | —     | غاب عن الأدوار الإقصائية |
| دنفر ناغتس | 2001–02   | 26  | 9   | 17  | .346 | (أقيل)   | —  | —  | —  | —     | —                        |
| المسيرة    | المسيرة   | 388 | 180 | 208 | .464 |          | 12 | 6  | 6  | .500  |                          |

## روابط خارجية
- دان إيسل على موقع إن بي أي (الإنجليزية)
- دان إيسل على موقع سبورتس رفرنس (الإنجليزية)
- دان إيسل على موقع كلية كرة السلة في سبورتس رفرنس.كوم (الإنجليزية)
- دان إيسل على موقع ريلجم (الإنجليزية)
- دان إيسل على موقع بروبوليرز (الإنجليزية)
- دان إيسل على موقع قاعة المشاهير الجامعة الوطنية لكرة السلة (الإنجليزية)
- دان إيسل على موقع سبورتس رفرنس (الإنجليزية)
- دان إيسل على موقع قاعة كولورادو للمشاهير الرياضية (الإنجليزية)